# État
Pour les articles homonymes, voir État (homonymie).

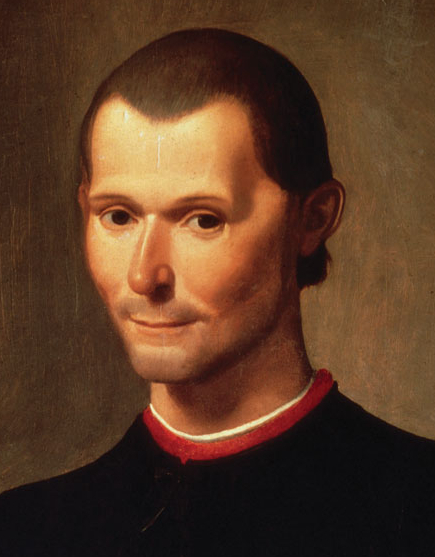
Nicolas Machiavel fut un des premiers à faire usage du mot stato dans le sens d'unité politique d’un peuple qui le double et peut survivre aux allées et venues non seulement des gouvernements mais aussi des formes de gouvernement.

Un État est un mode d’organisation politique centralisée, ainsi que les institutions créées par cette organisation pour imposer et faire respecter certaines règles,.
Du point de vue organisationnel, c'est une forme d'organisation centralisée qu'une société utilise pour s'orienter et se gérer. Une définition largement répandue est celle du sociologue Max Weber : un « État » est une entité politique qui conserve le monopole de l'usage légitime de la violence.
Sur le plan institutionnel, « l'État peut être considéré comme l'ensemble des pouvoirs d'autorité et de contrainte collective que la nation possède sur les citoyens et les individus en vue de faire prévaloir ce qu'on appelle l'intérêt général, et avec une nuance éthique le bien public ou le bien commun ».
Au fil du temps, diverses formes d'États se sont développées, justifiant leur existence de différentes manières (droit divin, théorie du contrat social, etc.) et fonctionnant de manières très diverses. Aujourd'hui, l'État-nation moderne est la forme prédominante d'État, mais la nation ne se confond pas avec l’État. Le droit international définit un État souverain comme une unité territoriale établie, à l'intérieur de laquelle ses lois s'appliquent à une population permanente, et comme constitué d’institutions par lesquelles il exerce une autorité et un pouvoir effectif.

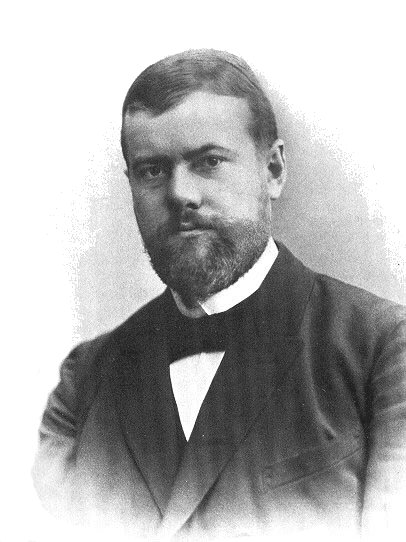
La définition de l'État de Max Weber comme groupement politique détenant le monopole de la violence physique légitime, exerce toujours une influence considérable sur la pensée politique moderne.

## Étymologie
« État » vient du latin status, dérivé du verbe stare qui signifie au sens premier « se tenir debout », et au sens figuré « la position ». Le mot « État » apparaît dans les langues européennes dans son acception moderne au tournant des XVe et XVIe siècles. Au XVIIIe siècle, l'État désigne également la condition d'une personne, son « état civil ».
Avec la renaissance du droit romain dans l'Europe du XIVe siècle, le terme en est venu à faire référence au statut juridique des personnes (comme le tiers état – nobles, communs et cléricaux ), et notamment le statut particulier du roi.[réf. souhaitée] Les classes les plus élevées, généralement celles qui possédaient le plus de richesse et de rang social, étaient celles qui détenaient le pouvoir. Le mot avait également des associations avec des idées romaines (remontant à Cicéron) sur le « statut rei publicae » », la « condition des affaires publiques ». Avec le temps, le mot a perdu sa référence à des groupes sociaux particuliers et est devenu associé à l'ordre juridique de la société tout entière et à l'appareil chargé de son application.
Les œuvres de Machiavel du début du XVIe siècle (en particulier Le Prince) ont joué un rôle central dans la vulgarisation de l'utilisation du mot « État » dans un sens similaire à son sens moderne.[réf. souhaitée]

## Concepts proches

### État et gouvernement
Un État peut être distingué d'un gouvernement. L'État est l'organisation tandis que le gouvernement est le groupe particulier de personnes ou la bureaucratie administrative qui contrôle l'appareil d'État à un moment donné,,. Autrement dit, les gouvernements sont les moyens par lesquels le pouvoir de l'État est utilisé. Les États sont servis par une succession continue de gouvernements différents. Les États sont des objets sociaux immatériels et non physiques, alors que les gouvernements sont des groupes de personnes dotés de certains pouvoirs coercitifs.
Chaque gouvernement successif est composé d'un corps spécialisé et privilégié d'individus, qui monopolisent la prise de décision politique et sont séparés par leur statut et leur organisation de l'ensemble de la population.

### État et État-nation
Les États peuvent également être distingués du concept de « nation », où « nation » fait référence à une communauté culturelle et politique de personnes. Un État-nation fait référence à une situation dans laquelle une seule ethnie est associée à un État spécifique.

### État et souveraineté
La souveraineté est le droit exclusif d’exercer l’autorité politique sur une zone géographique donnée. C’est une notion fort complexe qu’on peut analyser tant sous l’angle sociologique que juridique.

### État souverains
Le droit international donne des critères de reconnaissance de l'État comme entité sujet au droit international, on parle également d'États souverains. Ainsi, un État souverain est une entité politique qui possède une autorité suprême et indépendante sur un territoire délimité et qui est reconnue par d'autres États souverains.

### État et société civile
L’État moderne est distinct et connecté à la société civile. L’analyse de cette connexion a été l’objet d’une attention considérable aussi bien dans l’analyse du développement de l’État que dans les théories normatives. Des penseurs comme Thomas Hobbes ou Bodin ou les juristes de Richelieu mettaient l’accent sur la suprématie de l’État. Pourtant proches d’eux, Hegel s’est intéressé aussi aux liens entre État et société civile. Au XXIe siècle, Jurgen Habermas avance que la société civile forme une sphère publique lieu d’engagements extra-institutionnels autonome de l’État et en interaction avec lui.
Des théoriciens marxistes, tel Antonio Gramsci, se sont interrogés sur la distinction entre l’État et la société civile, en arguant que le premier est intégré de nombreuses façons dans la seconde[réf. souhaitée]. D’autres, comme Louis Althusser, ont maintenu que les organisations civiles comme l’Église, l’école et même les syndicats étaient partie prenante d’un « appareil idéologique de l’État ». Étant donné le rôle des groupes sociaux dans la politique publique et leurs connexions avec la bureaucratie étatique, il devient difficile d’identifier les frontières de l’État qui fluctuent également au gré des privatisations, des nationalisations et de la création de nouveaux organes. Souvent la nature d’organisation quasi-autonome n’est pas très définie générant des débats parmi les spécialistes des sciences politiques pour savoir si elles sont d’État ou de la société civile. Certains spécialistes, tel Kjaer, préfèrent parler de réseaux politiques et de gouvernance décentralisée dans les sociétés modernes plutôt que de bureaucraties d’État ou de contrôle direct par l’État.

## Histoire
En Histoire, le concept d'État sert de manière large à désigner les formes concentrées de pouvoir politique, peu importe que les populations l'aient conçu ou pas comme impersonnel ou légitime. De manière spécifique, le phénomène d'État en Histoire se réfère aux modes de gouvernement dont l'autonomie des institutions et la violence légitime sont reconnues comme telles dans la société en question.
Dans l'Histoire de l'humanité, il a toujours existé des formes concentrées de pouvoir. Dans l'Histoire moderne et contemporaine du monde, la formation d'États dans l'Europe de la fin du Moyen-Âge a eu des répercussions majeures, notamment par leur diffusion à travers la colonisation.

### Préhistoire
La théorie évolutionniste traditionnelle postule une période précédant l'existence des États durant laquelle les êtres humains vivaient dans des sociétés sans État, caractérisées par l'absence d'autorité concentrée et l'absence de grandes inégalités dans le pouvoir économique et politique. L'État dans cette théorie est alors présenté comme une évolution uniforme à toutes les sociétés. Cette vision était corroborée par l'hypothèse que de nombreuses sociétés de chasseurs-cueilleurs vivaient dans une organisation non étatique. L'ethnologue Pierre Clastres montrera par la suite que cette organisation non étatique relève d'un choix politique. À ce sujet l'anthropologue Tim Ingold écrit :

« Il ne suffit pas d'observer, dans un idiome anthropologique aujourd'hui plutôt dépassé, que les chasseurs-cueilleurs vivent dans des "sociétés sans État", comme si leurs vies sociales étaient en quelque sorte manquantes ou inachevées, attendant d'être complétées par le développement évolutif d'un appareil d'État. Au contraire, le principe de leur socialité, comme l'a dit Pierre Clastres, est fondamentalement "contre" l'État. »

Cette vision évolutioniste est aujourd'hui mise à mal par les découvertes archéologiques et anthropologiques récentes montrant que des sociétés bien antérieures et possédant parfois un système économique basé sur la cueillette et la chasse pouvait parfois s'organiser aussi sous forme d'État. Comme le précisent Graeber et Wengrow, 

« Le récit que livrent les données archéologiques est bien différent. Tout au long de la dernière période glaciaire, marquée par de forts contrastes saisonniers, nos lointains ancêtres ont vécu une existence très similaire à celle des Inuits, des Nambikwaras ou des Crows. […] Un même individu pouvait donc vivre alternativement dans une société clanique, une société tribale et ce que nous identifierions aujourd'hui comme un embryon d'État. »

 Il est donc probablement impossible de remonter aux origines de l'État car ce mode d'organisation semble avoir coexisté avec d'autres aussi loin que les données archéologiques puissent remonter.

### Néolithique
Dans le passé, il a été suggéré que l'État centralisé a été développé pour administrer de grands systèmes de travaux publics (tels que les systèmes d'irrigation) et pour réguler des économies complexes. Ainsi, l'historiographie traditionnelle fait remonter le premier État à la Mésopotamie, à la troisième dynastie d'Ur, certains remontant plus loin. Selon cette vision, pour la majeure partie de son existence, l’espèce humaine, nomade, vivait de cueillette et de chasse et ce style de vie s’est modifié environ 9 000 ans av. J.-C. avec l’invention de l’agriculture qui aurait poussé les hommes à s'installer de façon plus ou moins permanente à certains endroits, près des zones qu’ils cultivaient, engendrant un problème de contrôle de la terre. Dans cette théorie toujours, émerge alors la propriété privée et, avec elle, les premières « guerres » sur les désaccords concernant la propriété des terres. Dans certaines parties du monde, notamment la Mésopotamie et la vallée du Nil, les conditions naturelles ont fait que la propriété des terres a été concentrée en peu de mains. Finalement, un petit groupe a fini par contrôler les terres travaillées par les nombreuses personnes qui en dépendaient. Ainsi sont nés les premiers États primitifs ou « proto-État ».[réf. souhaitée]
Cependant, les preuves archéologiques et anthropologiques modernes ne soutiennent pas cette thèse, soulignant l'existence de plusieurs sociétés possédant des structures étatiques bien antérieurement. Il a également été montré que des formes d'États plus récentes ne reposaient pas nécessairement sur la sédentarité ou l'agriculture. Les travaux de Simon Berger montrent par exemple que l'empire nomade mongol avait une forme polycentrique, sans véritable capitale et reposait sur une économie hybride de chasse et cueillette et d'agropastoralisme,.

### L'État durant Antiquité
Bien que des formes d'État aient existé avant l'avènement de l'empire grec antique, les premiers écrits analysant rationnellement les institutions politiques datent de l'antiquité grecque. Auparavant, les États étaient décrits et justifiés en termes de mythes religieux.
Les fondements de nombreuses innovations politiques de l'Antiquité classique, essentiels à la tradition occidentale de l'État, s'ancrent dans les pratiques des Cités-États grecques et de la République romaine, comme la notions droits de citoyenneté. À Athènes, ces droits étaient combinés dans une forme de démocratie directe.

### Émergence des États Modernes en Europe

#### Origines des États Modernes en Europe
On peut observer au Moyen Âge des phénomènes de centralisation du pouvoir qui joueront un rôle dans l’apparition des États modernes en Europe.
Les spécialistes s'accordent généralement à dire que le système étatique moderne est né avec la signature des traités de Westphalie en 1648, qui a établi le concept de souveraineté de l'État. Cet événement a notamment marqué le passage de la pratique médiévale du féodalisme à l'émergence de systèmes étatiques de plus en plus centralisés qui détenaient le monopole de la violence et extrayaient effectivement des revenus de leurs populations civiles., Cette transition s'explique par deux facteurs : des changements spectaculaires dans le climat politique, économique et culturel de l'Europe et des changements dans l'environnement naturel de l'Europe.
Le changement politique en Europe au cours de cette période peut être attribué aux améliorations de la technologie militaire et à l'intensification de la guerre entre les États d'Europe occidentale, qui ont catalysé la formation de vastes armées contrôlées par l'État et de grandes bureaucraties d'État chargées de lever des impôts. 

#### Formation et Conséquences de la Bureaucratie Étatique
C’est entre autres à travers la prise de pouvoir autocratique de Napoléon Bonaparte et à la suite de ses guerres à travers l’Europe que les États sont devenus une forme prédominante de gouvernance,. Cette évolution s’inscrit dans la continuité du développement de la monarchie en France, que le règne de Louis XIV avait fini de centraliser et de légaliser, précipitant ainsi la forme étatique du pouvoir. Ce prolongement de la monarchie s’observe aussi dans l’amplification dans l’État moderne de l’importance des secrétaires, des officiers, et de la culture du document écrit dans la féodalité monarchique française de l’époque des guerres de religions.
En effet, un des procédés principaux par lequel les États se sont constitués est celui de la création d’une classe de fonctionnaires, et particulièrement l’institution de services de renseignement. La bureaucratie permet en effet une diffusion dans la société des principes étatiques, par exemple la hiérarchie et le dévouement à l’État. L’organisation de la police a aussi été un facteur coercitif d’installation des formes étatiques dans les populations européennes et dans celles des colonies exploitées par les empires coloniaux européens.

### La décolonisation et la mondialisation d'un système de gouvernance
Pourtant, les pays victimes du colonialisme européen n’ont généralement reçu que de façon indirecte les élaborations européennes d’États orientées vers l’idéal de l’État de droit, car les gouvernements colonisateurs agissaient sur un mode plus militaire que juridique, ce qui a entraîné des évolutions propres aussi dans le caractère étatique de la plupart des formes postcoloniales de gouvernance,. Par exemple, en Colombie, la formation de l’État au début du XXe siècle est passée par une circulation de l’idéologie du libéralisme et par une mobilisation de l’école comme terrain de relations verticales entre l’État et la population. En Algérie, l’État présente des articulations compliquées avec les autres aspects de la société. Dans les tensions entre le Kurdistan et la Turquie jouent également les conséquences du déploiement du modèle étatique dans la région à travers la colonisation puis la république kémaliste.
En Europe et aux États-Unis, vers la fin du XIXe siècle, les États ont connu une évolution vers l’État-providence en gérant de manière plus fine la vie quotidienne des personnes dans ce qui est dès lors considéré comme des territoires nationaux, et en tentant de monopoliser toutes les relations de solidarité. Cela passe notamment par l’instauration du système des hôpitaux publics, au moyen desquels la santé deviendrait « un instrument de discipline ». Cela signifie aussi la centralisation de toutes les formes de défense armée collective au sein d’armées nationales hiérarchisées, notamment au moyen du service militaire obligatoire. Enfin, les solidarités économiques sont aussi accaparées par les États dans cette phase d’évolution des ordres étatiques occidentaux, à travers la promotion de l’économie de marché extractiviste, la gestion des caisses de sécurité sociale et l’organisation par les politiques d’aide sociale d’une mise en marché capitaliste des activités humaines individuelles.

### Évolution récente
Depuis la fin des années 1980, la place de l’État change radicalement, sous l’effet conjugué de la mondialisation et de la construction européenne. Avec l'échec des stratégies d'industrialisation et des politiques de relance budgétaire, son rôle comme acteur économique principal devient mineur. De même, il a enregistré beaucoup de faiblesses dans la protection du citoyen contre les grands risques sociaux (éducation, maladie, chômage et vieillesse). Les États perdent une partie de leur pouvoir notamment en raison de la mondialisation, surtout dans ses aspects économiques, qui augmente les contraintes extérieures et diminue le pouvoir d’intervention des États face aux marchés financiers. En Europe, les États se désengagent de l’économie en privatisant les entreprises publiques. Ils n’interviennent plus autant dans la prise de décision publique. Ils perdent de leur pouvoir « par le haut », avec la construction européenne, dont les directives s’imposent dans de plus en plus de secteurs d’activité.
En France, l’État perd son pouvoir « par le bas », avec la décentralisation et l’augmentation du pouvoir des régions. En retour, on doit également signaler les points suivants :
1. l'État préside toujours à la mise en place d'infrastructures ou de mesures dont les effets sont sociétaux : réseaux de téléphonie mobile, télévision numérique terrestre, vaccination.
2. l'État conserve son effet sur les comportements des citoyens : bonus-malus écologique, taxe carbone.
3. Depuis la fin des années 1990, de nombreux économistes keynésiens contemporains (Joseph Stiglitz, Paul Romer, Gregory Mankiw...) considèrent que les pouvoirs publics ont plusieurs rôles positifs à jouer afin de résoudre les défaillances du marché[46]. Les rigidités de l'emploi peuvent être assouplies en baissant les cotisations sociales (voire en les supprimant dans certaines tranches de salaires) concernant les emplois non qualifiés[46]. Les sommes correspondantes doivent être supportées par des organismes publics ad hoc. Les pouvoirs publics ont aussi la possibilité d'encourager la demande portant sur les produits des entreprises en les subventionnant[46]. La subvention versée par le Trésor au producteur a, en effet, pour conséquence directe de baisser le prix du produit vendu, ce qui induit une augmentation des quantités vendues (augmentation du bénéfice du producteur) et une baisse des prix d'achat (accroissement du bénéfice du consommateur)[47]. La politique de baisse du taux d'intérêt permet d'améliorer la rentabilité des entreprises en faisant jouer le mécanisme de l'effet de levier[46]. Les entreprises peuvent également tirer d'autres avantages de l'intervention publique[46]. Celle-ci peut prendre la forme de protection des industries naissantes conformément à la théorie de Friedrich List et (ou) permettre aux entreprises nationales de conserver ou d'agrandir leur part de marché en les protégeant de la concurrence étrangère[46]. Dans les pays émergents, ces économistes considèrent que la place des pouvoirs publics reste fondamentale[46]. L'éducation, la formation, l'infrastructure de base (routes, autoroutes, ports et nouvelles technologies de l'information et de la communication) jouent un rôle de premier plan dans l'industrialisation de ces pays[46]. La Corée du Sud, Singapour, Taiwan et Hong Kong constituent un modèle de développement réussi donné en exemple[46].

Enfin la crise bancaire (2008) a montré que les États restent la puissance de dernier recours, et que les entreprises privées y ont recours spontanément, même dans les pays considérés comme libéraux.
Avec l'instauration de politiques de développement durable au début des années 2000, l'État retrouve un rôle de régulation. En Europe, la politique européenne de développement durable se traduit par de nombreuses directives, mais il revient aux États membres de contrôler leur application, dans le respect du principe de subsidiarité. Chaque État doit définir une stratégie nationale de développement durable. De même, les États définissent de plus en plus souvent des politiques publiques d'intelligence économique. C'est le cas aux États-Unis depuis les années 1980, et en France depuis 2005. D'autre part, la crise financière de 2008 a démontré qu'il n'était pas possible de laisser les économies sous le seul pouvoir des marchés financiers, et que les États (ou du moins des institutions possédant des traits de puissance publique) pouvaient exercer un pouvoir de régulation. Néanmoins, certains auteurs ont récemment avancé le passage d'un État dominateur de la société à un État acteur, soumis à l'impératif de collaboration.

## Caractérisation de l'État

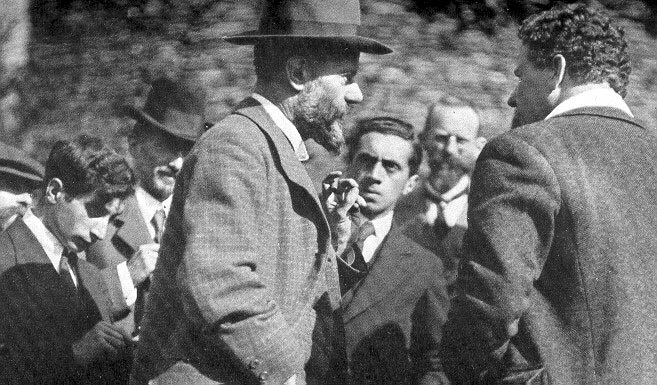
Max Weber en 1917.

(janvier 2024).

### Monopole de la violence légitime
Selon David Graeber et David Wengrow, c’est le philosophe et juriste allemand Rudolf von Jhering qui a le premier proposé une définition de l’État reposant sur la notion de « monopole de l’usage légitime de la force physique sur un périmètre donné », à la fin du XIXe siècle.
Cependant c'est par les travaux de Max Weber que cette analyse reste connue. Max Weber, dans sa réflexion au début du XXe siècle, s’est intéressé à l’État en tant qu’institution, ainsi qu’aux rapports entre politiques et administratifs. Max Weber, dans Économie et société, entend par État « une entreprise politique à caractère institutionnel lorsque et tant que sa direction administrative revendique avec succès, dans l’application de ses règlements, le monopole de la contrainte physique légitime sur un territoire donné. » Pour Weber donc, une entreprise politique à caractère institutionnel ne peut être un État que pour autant que sa structure administrative réussit à être la seule, directement ou par délégation (délégation de service public, externalisation), à faire respecter les lois à travers l'armée, la justice et la police. Dans le cadre de la sociologie de Weber, la souveraineté résulte de la capacité de l’État à voir reconnu comme légitime son monopole de la violence physique et symbolique.
Certains courants de la sociologie insistent sur le fait que l’État dispose également d’une capacité à exercer une violence symbolique sur ses citoyens, ce que Pierre Bourdieu a appelé la « magie d’État ». Cette notion renvoie à la capacité de l’État de catégoriser ses citoyens, grâce à un nom au travers de l’état civil ou un numéro d’immatriculation (comme le numéro de sécurité sociale en France), ou par ses tribunaux en les déclarant coupables ou innocents.

### Appareil politique et administratif
L’État est administré par des gouvernants élus et des fonctionnaires gouvernants (Jacques Lagroye), c’est-à-dire que l’État est à la fois administratif et politique, avec une division du travail social (Émile Durkheim) entre ces deux personnels. En général, l’État est composé de ce qui constitue pour John Locke le gouvernement civil (le pouvoir exécutif et le pouvoir législatif), de la justice (le pouvoir judiciaire) et de tout un appareil militaire et administratif : forces de polices et administration. L'État est une institution d'institutions en interaction permanente dont chacune a une culture distincte — c’est-à-dire des univers de sens et de pratiques différents. L’État n'est donc pas un, ni unifié. Il est un espace où se développent et où coexistent des cultures et des logiques institutionnelles quelquefois différentes.
Concernant la France, Alexis de Tocqueville dans son livre l’Ancien Régime et la Révolution insiste sur deux points : la permanence des institutions de l’État bâties à partir de Richelieu et l’influence de la physiocratie sur les réformes introduites par la Révolution. Il écrit à ce propos : « Toutes les institutions que la Révolution devait abolir sans retour ont été l’objet particulier de leurs attaques ; aucune n’a trouvé grâce à leurs yeux. Toutes celles, au contraire, qui peuvent passer pour son œuvre propre ont été annoncées par eux à l’avance et préconisées avec ardeur ; on citerait à peine une seule dont le germe n’ait été déposé dans quelques-uns de leurs écrits ; on trouve en eux tout ce qu’il y a de plus substantiel en elle ».

### Séparation des pouvoirs et contre-pouvoirs

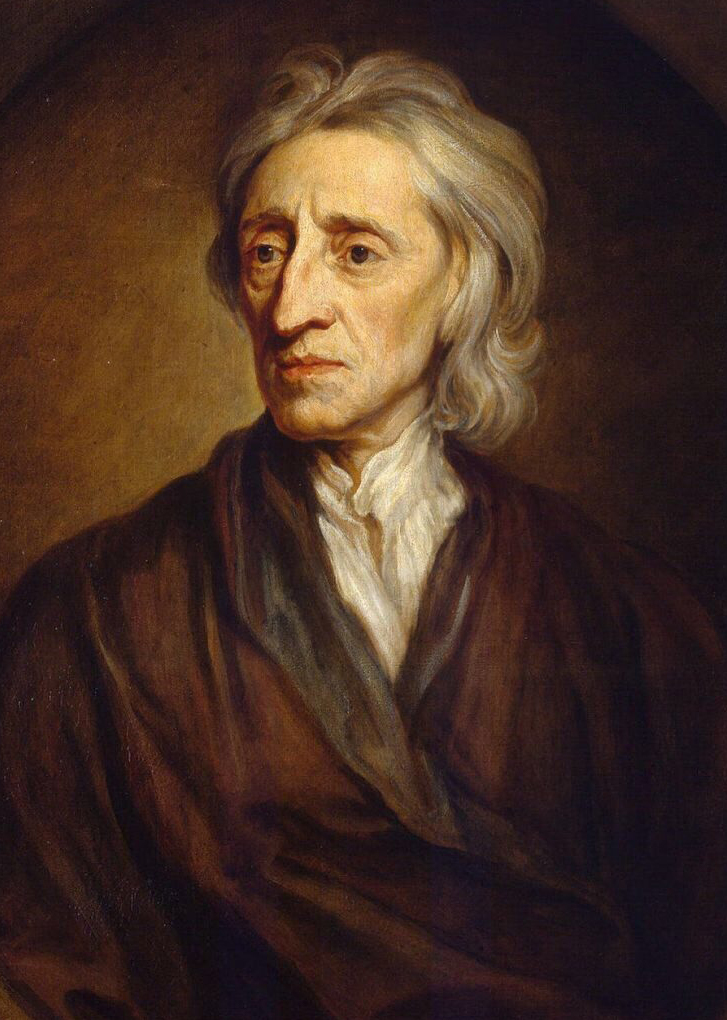
John Locke.

Les principes fondamentaux d’un État moderne, tels qu’ils ont été énoncés par les grands philosophes politiques, incluent la séparation des pouvoirs. John Locke, dans les deux traités du gouvernement civil (1690), distingue le pouvoir exécutif et le pouvoir législatif. Montesquieu, dans De l’esprit des lois, adjoindra ultérieurement un troisième pouvoir, le pouvoir judiciaire. Si la constitution américaine de 1787 s’inspire de ces deux philosophes, ainsi que des principes de droit naturel de Samuel von Pufendorf, longtemps ce courant n’aura qu’une influence très minime sur les institutions en France, en Angleterre même, il perdra de son influence à partir de la première moitié du XIXe siècle. Pour Élie Halévy, l’idée de contre-force que l’on trouve chez Montesquieu et chez les libéraux anglais qui ont fait les révolutions au XVIIe siècle repose sur un pessimisme moral, sur un doute sur les capacités de l’homme à comprendre son vrai intérêt et celui de la cité, d’où la nécessité d’institutions destinées à affiner la pensée et l’action des hommes, à l’obliger à comprendre ce que pensent les autres. Elle s’inscrit dans un cadre où la « droite raison » n’est pas purement abstraite mais doit se nourrir d’une confrontation avec la réalité. Par ailleurs, pour ces hommes les lois ne sont pas des commandements d’une quelconque entité supérieure mais sont des relations. Aussi, Halévy note-t-il : « L’État libéral est un État dont l’on peut dire, à volonté, qu’il est un État sans souverain, ou qu’il renferme plusieurs souverains ».
En France, à la fin du XVIIIe siècle, l’idée de contre-force chère à Montesquieu et aux libéraux anglais du XVIIIe siècle était fortement combattue par François Quesnay et les physiocrates, c’est-à-dire si l’on suit Tocqueville par un des courants qui a eu le plus d’influence en France. Quesnay, dans les Maximes générales du gouvernement économique d’un royaume agricole, écrit : « Le système des contre-forces dans un gouvernement est une opinion funeste qui ne laisse apercevoir que la discorde entre les grands et l’accablement des petits ». Cette même opposition se trouve dans un courant britannique important au XIXe siècle qui a été influencé par les physiocrates avant d’influencer à son tour des républicains français : l’utilitarisme, appelé aussi par Élie Halévy le « radicalisme philosophique » (Jeremy Bentham, Ricardo, John Stuart Mill). Élie Halévy écrit quand il veut exposer ce qui différencie l’État libéral de l’État radical : « L’État radical, au contraire, tel que le définit l’utilitarisme de Bentham est un État qui confère la souveraineté au peuple ; après le peuple se trouve contraint de déléguer un certain nombre de fonctions politiques à une minorité d’individus… non pas pour limiter lui-même sa puissance, pour abdiquer en partie sa souveraineté, mais pour rendre au contraire plus efficaces et plus concentrées l’expression, puis l’exécution de ses volontés. Le problème est alors d’éviter que les représentants du peuple dérobent à ceux qui les ont constitués tels tout ou partie de leur souveraineté. D’où la nécessité de trouver des “contre-forces” capables de “tenir en échec” l’égoïsme des fonctionnaires ».

### Théories juridiques concurrentes
La théorie juridique a eu beaucoup de mal à définir ce qu’était l’État. Plusieurs écoles se sont affrontées sur ce terrain ; on retiendra ici les trois grandes perspectives de l’approche juridique.
Maurice Hauriou propose l'État de puissance. Cette théorie remonte aux ouvrages de Nicolas Machiavel, de Thomas Hobbes et de Jean Bodin. Dans cette approche, l’État est caractérisé par ses souverainetés interne et externe. L’État est un Léviathan dont la fonction est de maintenir l’ordre dans la société dont il assure la direction. Dans ses premières conceptions, l’État incarne l’intérêt général et dispose alors d’un certain nombre de prérogatives qui émanent de sa souveraineté, notamment le pouvoir de créer le droit et de prendre des actes administratifs unilatéraux (AAU) qui s’imposent aux individus sans leur consentement. L’État dispose alors de la personnalité morale, il est une personne au même titre que le citoyen. Hauriou introduit au début du XXe siècle l’idée de l’élection du président de la République au suffrage universel.
En faveur du positivisme juridique, Hans Kelsen propose l'État de droit. Pour cet Américain d’origine autrichienne et pour l’école allemande de l’État de droit, ce n’est pas l’État qui produit le droit, mais l’ordre juridique (c'est-à-dire la hiérarchie des normes) qui produit l’État. L’État ne serait alors que l’émanation du droit qui limiterait sa puissance d’arbitraire. Dans cette perspective, l’État n'est plus défini comme dans la théorie de l’État de puissance par sa souveraineté, mais par son identification à un ordre juridique et sa soumission au droit. Cette théorie allemande de l’État de droit a été reprise par Raymond Carré de Malberg qui a essayé de transposer cette théorie en France. Pour assurer la pérennité du droit, il faut que la hiérarchie des normes juridiques soit garantie et qu’il existe un contrôle juridictionnel pour faire respecter cette hiérarchie des normes de façon à forcer l’État à respecter le droit. Ce contrôle juridictionnel de l’État existe depuis l’arrêt du Tribunal des conflits (TC), 1873, Blanco.
Léon Duguit propose l'État de service. L’État n’est caractérisé ni par la souveraineté, ni par son identification à un ordre juridique. Pour Duguit, l’État n'est qu’une coquille vide, il n’a pas de personnalité, ne peut disposer de droits subjectifs et ne saurait être en mesure d’imposer quoi que ce soit à qui que ce soit. L’État est donc une coquille vide derrière laquelle se cachent des gouvernants – or rien ne garantit que ces gouvernants accepteront de limiter leur puissance pour toujours et continueront à se soumettre au droit. Ce qui justifie, selon Duguit, l’existence de l’État, c’est le service public. L’État est en effet selon lui l’expression de la solidarité sociale. Les hommes, regroupés en sociétés, sont devenus de plus en plus interdépendants. Cette interdépendance a été accompagnée de la création de normes, et pour faire respecter ces normes, des dirigeants ont émergé. Mais ces dirigeants ne restent dirigeants qu’aussi longtemps qu’ils continuent à se dévouer à la société et à l’organisation de la solidarité sociale au moyen du service public. Pour Duguit, l’État n'est alors que l’émanation de la société et non pas la conséquence d’une quelconque souveraineté de l’État ou d'un ordre juridique préexistant.

## Role de l'État en économie
L'État à partir du XXe siècle devient peu à peu plus présent, et à l'État-gendarme qui ne s'occupait que de la justice de la police et de l'armée, lui succède la notion d'État-providence qui elle-même recouvre plusieurs réalités. Gosta Esping-Andersen distingue l'État-providence libéral, conservateur-corporatiste et social libéral. Selon Pierre Rosanvallon, on serait passé de l’État régalien (faire respecter l’ordre à travers la police, l’armée et la justice) à l’État instituteur du social (unifier le pays à travers l'instruction publique par exemple, comme ce fut le cas à la fin XIXe siècle en France avec les lois Ferry) puis à l’État-providence (1945) (redistribuer les revenus grâce au développement de la solidarité nationale par le biais de la protection sociale notamment). De nos jours l'on serait passé à l’État promoteur économique : soutenir l’économie (Keynes à travers la notion de multiplicateur, par exemple via une politique de grands travaux).

### Grandes fonctions
L'économiste américain Richard Musgrave définit trois fonctions économiques de l'État dans la Théorie des finances publiques :
1. La régulation ou « stabilisation ». Dans une économie de marché, l'activité est souvent cyclique ; l'intervention publique va avoir pour but d'éviter de trop grandes fluctuations en pratiquant des politiques de stabilisation comme cela a été le cas lors de la crise économique de 2008-2009. Les pouvoirs publics interviennent en faisant appel à deux moyens principaux[59]. Tout d'abord, la politique de "Stop and Go" permet à l'État soit de relancer l'activité économique via une politique budgétaire expansionniste afin de promouvoir la croissance économique et l'emploi ou la réduire par la mise en place d'une politique de rigueur ou d'austérité[59]. Cette stratégie de "se serrer la ceinture" est faite dans le but de réduire l'inflation et le déficit budgétaire et de la balance des paiements[60]. Ensuite, la mise en place de règles dans des secteurs aussi divers que l'économie (protection des petites entreprises et des consommateurs contre l'abus de pouvoir des grandes entreprises) et la société (lois visant la sécurité des salariés et la protection des intérêts des minorités ethniques)[59].
2. L'allocation des ressources ou « affectation ». Dans ce cas les pouvoirs publics interviennent pour prendre en charge les biens collectifs, réguler la concurrence et internaliser les externalités c'est-à-dire par exemple dans le cas des émissions de CO2, les instances publiques vont créer un marché des droits à polluer ou créer une taxe carbone de sorte que les acteurs économiques tiennent compte des conséquences de leurs actes sur l'environnement. Il s'agit de remédier à certaines défaillances du marché pour assurer l'allocation efficace des ressources[59]. Dans l'essentiel, ces activités correspondent à la réalisation des services gratuits (éducation et santé publiques) ou semi gratuits (routes et autoroutes) ou encore à des situations de monopole naturel (gaz et électricité)[59].
3. La distribution ou « répartition », qui a pour but d'influer sur les inégalités. Ces politiques sont liées à des notions d'équité, de justice sociale ou plus récemment de capabilité (un concept développé par Amartya Sen) ; En gros, ces mesures publiques sont destinées à assurer le citoyen contre les quatre risques majeurs (analphabétisme, pauvreté, maladie, chômage, vieillesse) par le mécanisme de l'impôt conformement à la conception faîte par Lord William Beveridge (système de l'État providence) au milieu des années quarante[59].

Récemment, la théorie de la croissance endogène a mis l'accent sur les effets de certaines interventions publiques sur la croissance potentielle de long terme. C'est ainsi que depuis peu, les États mènent des politiques en faveur de la recherche.
Pour J.-M. Albertini, maître de recherche au CNRS français, ces nouvelles fonctions de l'État sont le résultat d'un changement de la relation qu'entretient l'État à l'égard de l'homme : si avant la Révolution française de la fin du dix-huitième siècle, la défense des droits de l'homme se fait contre les pouvoirs publics, actuellement, et surtout depuis l'avènement de l'État providence au milieu des années 1940, l'État est devenu au service de l'homme. Pour assurer le plein emploi de la main d'oeuvre (ou lutter contre le chômage), l'État accroît ses dépenses publiques par le mécanisme du déficit budgétaire.

### Différentes formes d'États-providence
Pour Gøsta Esping-Andersen, l'État-providence ne peut pas se définir seulement par les droits sociaux qu'il accorde aux citoyens, il faut également tenir compte de deux autres éléments : « la manière dont les activités de l'État sont coordonnées avec les rôles du marché et de la famille dans la prévoyance sociale ». À partir de ce constat et de trois indicateurs : le degré de « dé-marchandisation », le degré de stratification sociale (c'est-à-dire l'effet des États-providence sur les hiérarchies sociales et sur les inégalités issues du marché) et la place accordée à la sphère publique et à la sphère privée. Il établit une typologie des États-providence « qui constitue aujourd'hui la pierre de touche de la recherche comparative internationale ».
« Un welfare state libéral, accordant un rôle principal aux mécanismes de marché et limitant pour l'essentiel sa protection aux plus faibles ». Les pays archétypes de ce modèle sont le Canada, les États-Unis et l'Australie. Merrien hésite à classer le Royaume-Uni dans ce modèle.
« Un modèle conservateur-corporatiste ou encore bismarckien, c'est-à-dire un modèle d'assurance sociale obligatoire généralisée adossé au travail salarié ». Dans ce système, les revenus des salariés sont partiellement maintenus en cas d'accident, de maladie, de chômage ou lorsque vient l'âge de la retraite. Il y a pluralité de régimes de sécurité sociale et la redistribution est relativement faible. Pour Esping-Andersen, ces régimes sont modelés par l'État « toujours prêt à se substituer au marché en tant que pourvoyeur de bien-être » et par l'Église soucieuse de défendre des valeurs familiales traditionnelles. Pour cet auteur, l'établissement de droits sociaux par les conservateurs se comprend pour partie par une volonté de maintenir les hiérarchies anciennes menacées par le libéralisme, la démocratie et le capitalisme (du moins certaines formes de ce dernier). Pour cet auteur, qui reprend sur ce point d'autres travaux, l'Allemagne de Bismarck ou l'Autriche par le biais des fonds de retraite, ont fait émerger des classes spéciales telles que les fonctionnaires ou les travailleurs de « condition plus élevée » avec peut-être l'intention « de récompenser, ou peut-être garantir, une loyauté et un asservissement ». Les pays emblématiques de ce modèle sont : Autriche, Allemagne, France, Italie et Belgique.
Un régime social-démocrate qui, au contraire du régime conservateur, vise à « renforcer la possibilité d'une indépendance individuelle » et dont « la spécificité la plus frappante… est peut-être sa fusion entre protection sociale et travail ». Pour assurer un niveau élevé de protection sociale et une offre importante de services sociaux, il doit viser le plein emploi qui minimise les coûts et augmente les revenus de l'État. Les principaux pays qui se rapprochent de ce modèle : Danemark, Finlande, Pays-Bas, Norvège et Suède. Très souvent, ces pays ont adopté de fortes politiques d'investissement dans la recherche et développement et cherchent à renforcer leur place dans le commerce mondial.

### Controverses concernant l'économie
Pour les économistes proches du libéralisme classique, l'État ne doit pas imposer des règles extra-économiques à l'économie de marché, mais respecter son fonctionnement propre et protéger son épanouissement naturel. Les plus radicaux, partisans d'un État minimal comme Robert Nozick, pensent que l'État doit uniquement garantir le libre déplacement des capitaux, des biens et des personnes. La fonction publique ne doit employer que des soldats, des policiers, des pompiers, des ambulanciers, des médecins etc. et le produit de l'impôt sert donc exclusivement à financer ces services publics vitaux. La levée de l'impôt n'est sinon qu'une entreprise d'extorsion de fonds : par exemple, dit Nozick, il est injuste d'être forcé par l'État à payer pour les allocations des autres. S'il y a des injustices liées au fonctionnement de l'économie, elles ne peuvent être prises en charge que par les associations caritatives et donc par la charité privée, ce qui implique de compter sur la bienveillance et le sens de la pitié des différents membres de la société, à l'égard des perdants et des exclus. De son côté, Friedrich von Hayek, socialiste converti au libéralisme et représentant de l'école autrichienne d'économie, accuse l'État de favoriser la pauvreté par ses interventions au nom de la « justice sociale », concept qu'il juge totalement farfelu. Par exemple, les salaires sont des indicateurs de l'utilité d'un poste de production au sein de l'économie sociale ; ils signalent à chacun l'intérêt économique de son emploi. Quand le gouvernement d'un État réglemente les salaires (par exemple en imposant un salaire horaire minimum, comme le SMIC, ou une progression salariale déterminée sur toute la durée d'une carrière) ces indicateurs naturels sont alors faussées par l'intervention de la puissance publique : des producteurs se croient plus utiles qu'ils ne sont, et ne sont donc pas incités à se rendre plus utiles (en cherchant un travail mieux rémunéré par exemple). Des allocations sont cependant envisagées en faveur des producteurs inaptes ou handicapés, provisoirement ou définitivement.
Ces deux approches libérales partent du principe que la politique économique doit être plus ou moins débarrassée des valeurs morales : celles-ci auraient un faible intérêt économique (voire aucun intérêt économique, comme l'a montré Mandeville au XVIIe siècle dans la Fable des Abeilles). Paul A. Samuelson, l'économiste américain du MIT, montre l'inefficacité de l'intervention des pouvoirs publics à travers quatre exemples. Premièrement, les pouvoirs publics, en établissant un prix légal des produits alimentaires largement inférieur au prix du marché libre, et que les vendeurs et les acheteurs doivent appliquer à la lettre, provoquent le manque des produits correspondants en décourageant l'approvisionnement. Jugeant le prix légal insuffisant susceptible de laminer (ou faire disparaitre) leur profit, les vendeurs vont apporter des quantités de produits de plus en plus insuffisantes, ce qui pousse les autorités à déterminer les quantités à vendre à chaque ménage (rationnement). Ces perturbations de l'équilibre du marché concurrentiel vont conduire au développement du marché noir et à des situations indésirables comme les longues files d'attente, le clientélisme et le favoritisme. Deuxièmement, la fixation d'un salaire minimum (SMIG, G pour garanti ou SMIC, C pour croissance, en France) a pour effet d'accroître le sous emploi de la main d'œuvre. En effet, en fixant un salaire plus élevé que celui déterminé par le marché concurrentiel, l'État accroît désormais le coût du travail des entreprises qui vont embaucher de moins en moins pour épargner leurs marges bénéficiaires. Troisièmement, le loyer des maisons qui ne doit pas dépasser un certain montant fixé en dessous du prix d'équilibre concurrentiel pousse les propriétaires, en quête d'un loyer plus rémunérateur, à construire de moins en moins, ce qui aura pour effet une pénurie de logements à long terme si la procédure reste en vigueur. Quatrièmement, le taux d'intérêt fixé par les autorités monétaires représentées par la banque centrale (appelée fed aux États-Unis) à un maximum inférieur au taux d'intérêt du marché a pour conséquence le manque, voire la pénurie des crédits qui pourrait aboutir à des pratiques illégales comme l'usure. Ces blocages de l'équilibre réalisé par la loi de l'offre et de la demande sont donc à proscrire en période de paix. Les moyens généralement conseillés pour lutter contre l'inflation sont inspirés, d'une part, de la politique budgétaire, en réduisant les dépenses (subventions et autre dépenses) et en augmentant les recettes de l'État (impôts directs et indirects et taxes) et, d'autre part, de la politique monétaire (hausse des taux d'intérêt) alors que les mesures précitées restent réservées aux temps de guerre. C'est ce qui est contesté par leurs principaux adversaires. Ce clivage correspond, sur l'échiquier politique, à l'opposition entre les programmes d'inspiration libérale d'une part, et d'inspiration social-démocrate de l'autre. Les premiers donnent la priorité à la liberté des agents économiques, les seconds font valoir le principe d'égalité des individus. De tous les théoriciens qui donnent de la place au principe d'égalité, le plus célèbre est John Rawls : dans la Théorie de la justice il essaye de montrer l'irrationalité des libéraux à travers une hypothèse - qu'est-ce que des individus rationnels attendraient de l'économie, s'ils partaient tous du même point de départ, c'est-à-dire s'ils ignoraient leur position dans l'échelle sociale et leurs avantages ou handicaps économiques de départ (être né dans un quartier noir, ou dans une banlieue résidentielle bourgeoise, avoir un héritage ou être orphelin, etc.) ? Il en conclut que le plus rationnel serait que de vouloir que chacun ait strictement les mêmes chances de réussir : c'est le principe de l'égalité des chances, qui implique un impôt redistributif, proportionnel aux ressources. Un argument important consiste à dire aussi que ce système aurait l'avantage de favoriser le succès des individus les plus méritants, et pas des plus chanceux et des mieux lotis. Le renouveau du principe d'égalité est aussi défendu par Thomas Piketty, qui cherche à démontrer que le libéralisme conduit en pratique à des écarts de richesse de plus en plus béants qui expliquent les crises économiques les plus récentes (par exemple, selon cette interprétation, c'est le recours massif de millions de pauvres au crédit immobilier qui est à l'origine de la grande récession des années 2008 et suivantes ; tandis que les libéraux, eux, attribuent cette crise à une réglementation excessive de l'économie).
La controverse concerne donc essentiellement la priorité donnée au principe de liberté totale par les libéraux. Il s'agit de décider, d'une part, quelle place on fait au principe d'égalité, et d'autre part, dans quelle mesure les jugements moraux ont leur place dans la politique économique et permettent de favoriser la richesse de tous, c'est-à-dire, le bien-être. L'analyse empirique, sociale, économique et historique des crises économiques et des mécanismes de l'économie de marché, devrait contribuer à résoudre ce débat, mais ne fait que le perpétuer, puisque c'est avant tout le problème du type de société que l'on souhaite qui se pose.

## Courants de pensée
Plusieurs grandes traditions aussi bien en science politique qu’en sociologie structurent les théories de l’État : les approches marxistes, pluralistes, institutionnalistes et pragmatique ou l'approche en termes de société civile a chacune été utilisée pour arriver à une meilleure compréhension de l’État qui reste imparfaite eu égard à la complexité du sujet étudié. D’une part les frontières de l’État ne sont pas fixes mais constamment en mouvement, d’autre part, l’État n’est pas seulement un lieu de conflits entre différentes organisations, il est aussi un lieu de conflits à l’intérieur des organisations. Si certains chercheurs parlent de l’intérêt de l’État, il faut constater qu’il y a souvent des intérêts divergents entre les parties constituant l’État.

### Marxisme
Pour Marx et Engels, l'État est un produit de la société de classes, lorsque la société scindée en classes aux intérêts antagonistes est en lutte permanente avec elle-même « le besoin s'impose d'un pouvoir qui, placé en apparence au-dessus de la société, doit estomper le conflit, le maintenir dans les limites de l'« ordre » ; et ce pouvoir, né de la société, mais qui se place au-dessus d'elle et lui devient de plus en plus étranger, c'est l'État (...) il est, dans la règle, l'État de la classe la plus puissante, de celle qui domine au point de vue économique et qui, grâce à lui, devient aussi classe politiquement dominante et acquiert ainsi de nouveaux moyens pour mater et exploiter la classe opprimée ».
Quant à Lénine, évoquant le thème de l'État dans une conférence restée célèbre à l'université sverdlov le 11 juillet 1919, il parle tout d'abord de la difficulté du problème : « le problème de l'État est un des problèmes les plus complexes, les plus difficiles, celui qui, peut-être a été le plus embrouillé par les savants, les écrivains et les philosophes bourgeois ». Il clarifie enfin sa vision des États démocratiques modernes et du suffrage universel : « La puissance du Capital, c'est tout; la Bourse, c'est tout ; tandis que le Parlement, les élections ne sont que pantins, que jeux de marionnettes… » Il envisage en conclusion de sa conférence le dépérissement de l'État dans une société socialiste mondiale.
En d'autres mots, comme le souligne François Châtelet : « L'État est une administration appuyée par l'armée et par la police, dont toute la fonction est de renforcer, de légaliser et de faire apparaître comme morale l'oppression qu'exercent ceux qui possèdent les moyens de production — terres, mines, outils, habitation et la commune de ceux-ci, le Capital — sur ceux qui n'ont d'autre ressource pour survivre que de vendre quotidiennement leur force de travail ». Cet État instrument de la classe dirigeante doit à terme disparaître en même temps que disparaîtront les classes sociales. « Nous nous rapprochons maintenant à pas rapides d'un stade de développement de la production dans lequel l'existence de ces classes a non seulement cessé d'être une nécessité, mais devient un obstacle positif à la production. Ces classes tomberont aussi inévitablement qu'elles ont surgi autrefois. L'État tombe inévitablement avec elles. La société, qui réorganisera la production sur la base d'une association libre et égalitaire des producteurs, reléguera toute la machine de l'État là où sera dorénavant sa place : au musée des antiquités, à côté du rouet et de la hache de bronze ».
L'État sert donc toujours les intérêts de la classe sociale qui détient les moyens de production. C'est ainsi qu'il représente la bourgeoisie dans le cadre du capitalisme, puis " le prolétariat organisé en classe dominante " avec l'avènement du socialisme et va enfin disparaitre de lui-même lorsque ce système est remplacé par le communisme où les moyens de production ne vont appartenir à aucune classe sociale.
Pour les marxistes contemporains, comme Ralph Miliband, la classe dirigeante utilise l’État comme un instrument de domination de la société en utilisant les liens personnels entre les hauts fonctionnaires et les élites économiques. Pour cet auteur, l’État est dominé par une élite qui a la même origine que la classe capitaliste. Pour certains théoriciens néo-marxistes, cette question de qui contrôle l’État est sans intérêt. Influencé par Antonio Gramsci, Nicos Poulantzas remarquait que les États capitalistes ne suivaient pas toujours la classe dirigeante et que, quand ils le faisaient, ce n’était pas forcément consciemment mais parce que les structures de l’État étaient telles que les intérêts à long terme des capitalistes étaient toujours assurés.

### Libéralisme
Pour la pensée libérale, l'État a pour fonction principale de protéger les atteintes aux Droits Naturels des individus : liberté, propriété et sûreté. Ce courant vise à minimiser autant que possible l'envahissement de l'État dans tous les domaines de la société civile. L'économiste libéral Frédéric Bastiat, dans un texte sur l'État publié en 1848 dans le journal des débats définit l'État de la manière suivante : « La grande fiction à travers laquelle tout le monde s'efforce de vivre aux dépens de tout le monde ». Le courant libertarien va même jusqu'à prôner une disparition totale de l'État (anarcho-capitalisme dont l'économiste Murray Rothbard est un des grands représentants) ou une réduction aussi forte que possible (minarchisme).

### Pluralisme
Si l’approche néo-marxiste a été influente en Europe dans les années 1960 et 1970, l’approche pluraliste a eu à la même époque une large audience aux États-Unis. Pour Robert Dahl, l’État est à la fois comme une arène neutre pour des intérêts en conflits et lui-même traversé de conflits d’intérêts entre ses différents départements ou agences. La politique pour lui est le produit d’un constant marchandage entre groupes qui ont tous un moyen de pression sur l’État. Dahl nomme ce type d’État une polyarchy.

### Pragmatisme
Pour John Dewey, l'État n'a rien de métaphysique comme chez les hégéliens. Il ne dépend pas non plus d'une cause unique comme la volonté générale chez Jean-Jacques Rousseau, ni de raisons historiques ou psychologiques comme la peur chez Hobbes. L'État est de nature essentiellement fonctionnelle et tient à la nécessité de gérer les conséquences des actes des hommes. Pour lui, il y a un État parce que « les actes humains ont des conséquences sur d'autres hommes, que certaines de ces conséquences sont perçues, et que leur perception mène à un effort ultérieur pour contrôler l'action de sorte que certaines conséquences soient évitées et d'autres assurées ». C'est uniquement parce que les gens prennent conscience qu'une telle fonction doit être assurée qu'un public se forme et constitue un État. Pour Dewey, « l'État est l'organisation du public effectuée par le biais de fonctionnaires pour la protection des intérêts partagés par ses membres. Mais, ce qu'est le public, ce que sont les fonctionnaires, s'ils assurent convenablement leur fonction, voilà des choses que nous ne pouvons découvrir qu'en allant dans l'histoire ».

### Institutionnalisme
Pour les marxistes et les pluralistes, l’État se contente de réagir aux activités des groupes sociaux. Aussi ils ont été critiqués par d’autres chercheurs qui leur ont reproché de ne pas mettre assez en valeur l’autonomie de l’État et d’être trop centrés sur la société. Pour les tenants de la nouvelle approche institutionnaliste en politique, les comportements des individus sont fondamentalement modelés par les institutions et l’État n’est ni une arène ni un instrument et ne fonctionne pas dans l’intérêt d’une seule classe. Les chercheurs de cette école mettent l'accent sur la nécessité d’interposer la société civile entre l’État et l’économie.
Theda Skocpol suggère que les membres de l’État ont un important degré d’autonomie et qu’ils peuvent poursuivre leur intérêt indépendamment (et parfois en conflit) des autres acteurs de la société. Comme l’État possède les moyens de coercition et que les groupes de la société civile sont dépendants de lui, les fonctionnaires peuvent imposer dans une large mesure leur préférence à la société civile.

### Église catholique
Dans l'encyclique Caritas in Veritate de juillet 2009, Benoît XVI indique que les acteurs de la vie économique ne peuvent se limiter au marché seul, mais que l'économie doit aussi impliquer l'État et la société civile :
« La vie économique a sans aucun doute besoin du contrat pour réglementer les relations d’échange entre valeurs équivalentes. Mais elle a tout autant besoin de lois justes et de formes de redistribution guidées par la politique, ainsi que d’œuvres qui soient marquées par l’esprit du don. L’économie mondialisée semble privilégier la première logique, celle de l’échange contractuel mais, directement ou indirectement, elle montre qu’elle a aussi besoin des deux autres, de la logique politique et de la logique du don sans contrepartie. Mon prédécesseur Jean-Paul II avait signalé cette problématique quand, dans Centesimus annus, il avait relevé la nécessité d’un système impliquant trois sujets : le marché, l’État et la société civile ».
L'encyclique Centesimus annus de 1991 soulignait déjà ce rôle de l'État :
« l'État a le devoir d'assurer la défense et la protection des biens collectifs que sont le milieu naturel et le milieu humain dont la sauvegarde ne peut être obtenue par les seuls mécanismes du marché ».